# Sarcófago de Elena

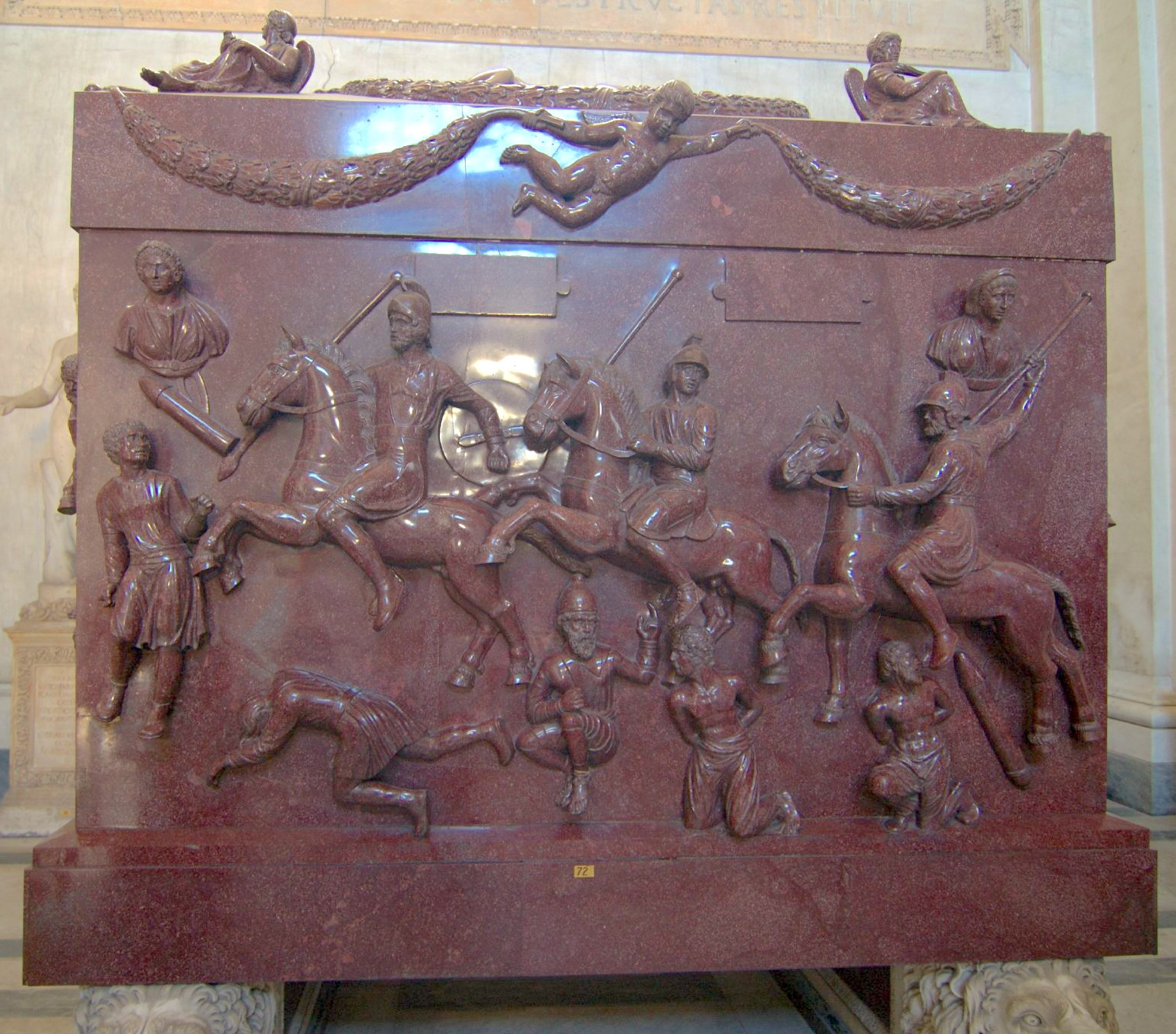
Sarcófago de Elena.

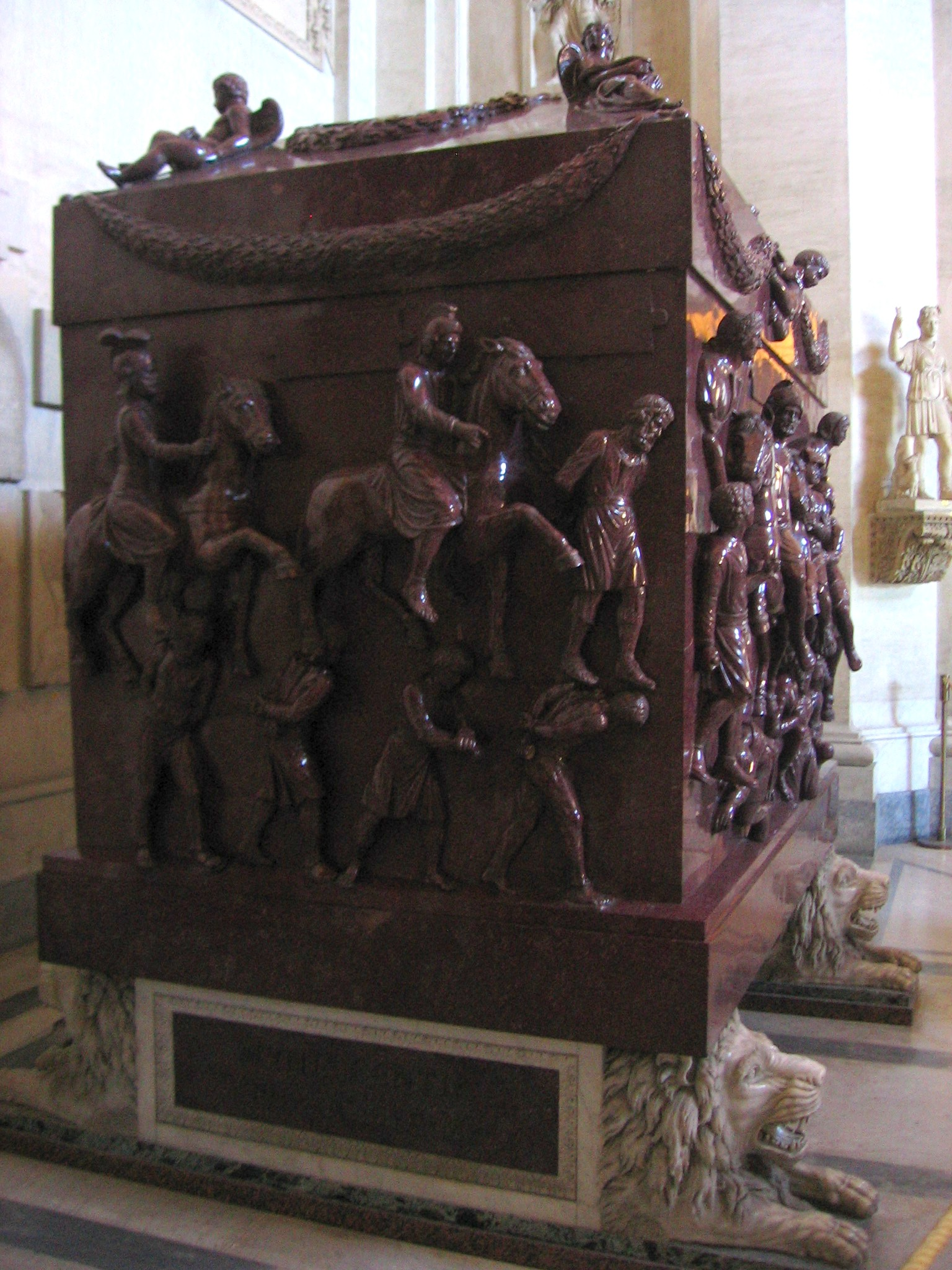
Sarcófago de Elena.

El sarcófago de Elena es un sarcófago de arte paleocristiano,  realizado en pórfido rojo,  una piedra dura de gran valor económico y plástico, que en época romana sólo estaban autorizados a utilizar los emperadores y sus familias, mediante las técnicas de incisión y tallado. El sarcófago  proveniente del Mausoleo de Santa Helena en Roma,  donde fue sepultada Santa Helena . Allí estuvo hasta el siglo XI, momento en el que se trasladó a la Basílica de San Juan de Letrán, y de aquí a los Museos Vaticanos, donde se encuentra y puede contemplarse en la actualidad. 

## Descripción
El monumento mide 2,42 metros de alto por 268 por 184. Fue construido para albergar los restos de Elena y fue asignado a la madre de Constantino I, como ocurrió con el mausoleo que fue construido para Constantino, según las fuentes antiguas aun cuando debido al estilo y tema militar de la decoración a relieve se haya pensado en otros destinatarios como Constancio Cloro o, más probablemente, el mismo Constantino, que luego habría decidido destinarlo a su madre. La obra, tallada en la primera mitad del siglo IV, fue fuertemente restaurada por los restauradores italianos Gaspare Sibilla y Giovanni Pierantoni, en el siglo XVIII debido a los daños que sufrió tras un incendio en el siglo XIV, aunque las líneas generales de las escenas, la composición y el estilo general son los originales.
Posee un cuerpo rectangular y la cubierta de cuatro vertientes, con figuras de medio bulto de Genios y Victorias aladas y amorcillos que sostienen guirnaldas en bajo relieve. En los laterales  del «techo», hay representados dos leones, uno en cada lado, que fueron esculpidos por el escultor y restaurador italiano Francesco Antoni Franzoni , y uno está dormido y el otro acurrucado . La caja es lisa con figuras de medio y altorrelieve. En la cara superior se ven las insignias con dos mangas a los lados y los bustos sobre los lados largos, quizás se trata de personificaciones de los pueblos sometidos. La parte central está ocupada por caballeros romanos, tres a cada lado largo y dos en los cortos, vestidos con la túnica cortas, yelmos, y armados con lanzas y escudos. La escena es una carga contra bárbaros en fuga y prisioneros . Abajo se encuentran los prisioneros en altorrelieve.  
La composición es equilibrada y recuerda la procesión a caballo de la base de la columna antonina con efectos análogos de claroscuro dados por el contraste entre el altorrelieve y el fondo liso.  Además en la parte central, situados en las esquinas superiores: izquierda y derecha hay representados dos bustos, aunque se desconoce su identidad.  En cualquier caso, el uso del pórfido indica que estaba destinado a la familia imperial, tradición empezada por el mismo Constantino. Esta escultura  se realizó en las canteras de Egipto, donde había canteras de este tipo de piedra o a manos de escultores procedentes de allí, por lo que se cree que el sarcófago es obra de talleres orientales.   
Algunos investigadores piensan que debido a la que la decoración presenta un tema militar y era poco utilizado en un entierro femenino, hace suponer que el sarcófago fue pensado originalmente para un personaje masculino de la familia imperial, tal vez Constancio Cloro o, más probablemente, para el mismo Constantino. En cuanto a los modelos del período de la tetrarquía se ve una renovación de los modos más clásicos típica del arte del período constantiniano tras la consolidación del poder y las guerras civiles. De ahí que la datación –ya bastante aceptada– del sarcófago es del año 320.